# Erythroxylum acutum
Erythroxylum acutum är en tvåhjärtbladig växtart som beskrevs av Gentner. Erythroxylum acutum ingår i släktet Erythroxylum och familjen Erythroxylaceae. Inga underarter finns listade i Catalogue of Life.